# John Cage

De hexagrammen van de I Tjing

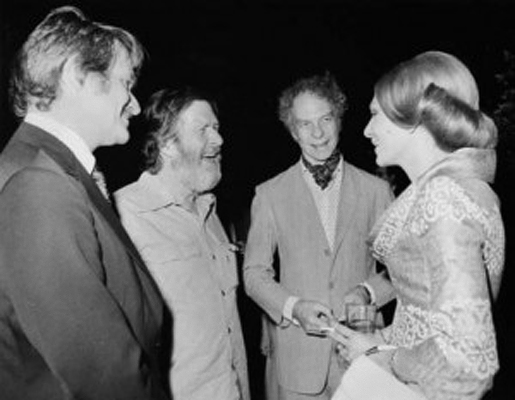
Farah Diba (rechts) groet John Cage en Merce Cunningham (tweede en derde van links), 1972

John Milton Cage (Los Angeles, 5 september 1912 - New York, 12 augustus 1992) was een Amerikaans avant-gardecomponist; hij was een van de grootste vernieuwers van de klassieke muziek uit de 20e eeuw. Hij was voor de Tweede Wereldoorlog bekend door zijn oosters getinte muziekwerken. Na 1950 kwam hij met de radicale toepassing van het toevalselement in zijn muziek.

## Biografie
Cage werd geboren in Los Angeles in een van oudsher streng christelijke familie, als zoon van de excentrieke uitvinder John Milton Cage sr. (1886–1964) en Lucretia Harvey (1885–1969), die bij tijd en wijle journalistiek werk deed voor de Los Angeles Times. Hij hield zich in zijn jeugd niet bijzonder intensief met muziek bezig maar had andere ambities, bijvoorbeeld in de richting van schrijven. Hij slaagde in 1928 voor zijn examen aan de Los Angeles High School nadat hij in het voorjaar een bekroonde lezing had gegeven waarin hij het idee van een dag van stilte naar voren gebracht had. Op de universiteit, Pomona College in Claremont, waar hij zich dat jaar voor een theologiestudie had ingeschreven toonde hij zich een goede, maar zeer eigenzinnige leerling. In deze tijd maakte hij kennis met het werk van onder anderen Marcel Duchamp, James Joyce en Ananda Coomaraswamy. In het tweede jaar kwam hij tot het inzicht dat de opleiding hem als schrijver niets te bieden had en reisde af naar Europa, waar hij achttien maanden verbleef. Hij deed in Parijs verkennend onderzoek naar gotische en Griekse architectuur waarna hij begon met schilderen, poëzie en muziek. Hij maakte er kennis met de muziek van Igor Stravinsky, Paul Hindemith en Johann Sebastian Bach. Hoewel hij door het lezen van Leaves of Grass door Walt Whitman hernieuwde belangstelling voor Amerika kreeg, konden zijn ouders hem overhalen voor terugkeer eerst wat meer van Europa te gaan zien, zodat hij een rondreis maakte door Duitsland, Frankrijk en Spanje. Op Mallorca begon hij te componeren met behulp van wiskundige formules maar Cage was niet tevreden over het resultaat. In Sevilla raakte hij onder de indruk van de gelijktijdige visuele en akoestieke belevenissen, waarin hij kansen voor theater zag.
In 1931 keerde hij terug naar de Verenigde Staten, waar hij compositieles nam bij Henry Cowell en Arnold Schönberg, die hij mateloos bewonderde. Schönberg over Cage: "U bent geen componist maar eerder een uitvinder". Toch brak Cage, die zeer antiautoritair was ingesteld, na twee jaar zijn studie bij Schönberg af en begon experimentele composities te schrijven waarvan niet melodie en harmonie, maar klankkleur en ritme de belangrijkste pijlers waren. Hij borduurde in zekere zin voort, waarschijnlijk goeddeels onbewust, op het werk van Anton Webern en Eric Satie. Ook etnische inspiratiebronnen, meer of minder beïnvloed door zijn leermeester Cowell, zijn duidelijk te horen. Rond 1950 woonde hij lezingen bij van D.T. Suzuki over zenboeddhisme en bestudeerde Indiase filosofie en muziek. In First Construction (In Metal) (1939) worden diverse metalen voorwerpen als muziekinstrumenten gebruikt, en in Sonatas and Interludes for Prepared Piano (1946-1948) worden allerlei voorwerpen tussen de snaren van een piano bevestigd om buitengewone slagwerkgeluiden te produceren. In 1938 ontmoette hij in Seattle, waar hij zich gevestigd had, de jonge danser Merce Cunningham, met wie hij later intensief zou samenwerken. Cage en Cunningham kregen een intieme relatie, die tot Cage's dood zou duren. Tijdens de Tweede Wereldoorlog wanneer de Holocaust nog volop bezig is, schrijft hij In the Name of the Holocaust een klein herdenkingswerk.
In 1954 begon Cage paddenstoelen te verzamelen en deed uitgebreid onderzoek naar de determinatie ervan. Vanaf 1956 gaf hij open colleges aan de New School for Social Research in New York. Onder de toehoorders waren kunstenaars als Jim Dine, Larry Poons en George Segal. Door zijn docentschap oefende hij grote invloed uit op het ontstaan van Fluxus doordat hij meerdere daarbij betrokken kunstenaars onder zijn leerlingen telde, zoals George Brecht, Al Hansen, Dick Higgins, Jackson MacLow, Toshi Ichiyanagi, Yoko Ono en Allan Kaprow, en vanaf 1960 George Maciunas en La Monte Young. Hij probeerde zijn studenten een gevoel bij te brengen voor ingewikkelde situaties, leerde hen open te staan voor veranderingen en discussieerde met hen over het ordenen van geluiden en gebeurtenissen. Tijdens een reis naar Europa in 1958 samen met David Tudor gaf hij een workshop aan de internationale zomercursus voor nieuwe muziek in Darmstadt, waar hij ook Nam June Paik ontmoette.
In 1969 pakte hij zijn interesse voor beeldende kunst weer op en maakte het werk Not Wanting to Say Anything About Marcel, bestaande uit twee litho's en een aantal zogenaamde plexigrams (zeefdrukken op plexiglas). Vanaf 1978 tot zijn dood produceerde hij elk jaar een serie grafiek. Als schrijver publiceerde hij onder andere in 1961 het boek Silence: Lectures and Writings, een bloemlezing uit zijn essays en voordrachten die tussen 1939 en 1961 ontstaan waren.

## Werk
Zijn grootste persoonlijke doorbraak kwam rond 1950: hij ontdekte het Chinese orakelboek I Tjing, dat 64 diagrammen met hexagrammen bevat. De procedures die in dit boek beschreven zijn gebruikte hij om 'per toeval' het materiaal voor zijn composities te ordenen. Een vroeg en duidelijk voorbeeld is Music of Changes 1 voor piano uit 1951. Het jaar daarop schreef hij 4′33″, een stuk waarin de uitvoerende muzikant gedurende de aangegeven tijd zelfs helemaal niets hoeft te doen. Het hele stuk bestaat akoestisch uit de toevallig aanwezige, niet geregisseerde omgevingsgeluiden. Zijn filosofie werd het om geluiden van buitenaf niet slechts te tolereren, maar zelfs als wezenlijke muzikale elementen in zijn composities op te nemen.
Vanaf die tijd werd hij door avant-gardecomponisten gerespecteerd en bewonderd, zeker toen zijn ideeën over muziek ook bekend werden in Europa, dat op dat moment nog in de ban was van het serialisme. Tussen 1939 en 1952 componeerde hij vijf composities die hij Imaginary landscapes noemde en die tot de eerste live-elektronische muziekcomposities gerekend worden. In Composition nr 4 gebruikte hij twaalf radio's zodat door willekeurige factoren en toeval de componist de controle over hoe zijn stuk uiteindelijk zou gaan klinken voor een groot gedeelte verloor. Cage heeft daarmee het muzikale concept en het besef van wat 'muziek' kan zijn radicaal veranderd.
HPSCHD, is een compositie van John Cage in samenwerking met prof. Lejaren Hiller, uitgebracht in 1969. HPSCHD, is de computerafkorting voor klavecimbel. Het muziekstuk is samengesteld uit 7 stukken geschreven voor de klavecimbel en 52 door de computer gegenereerde geluidsbanden.
Latere belangrijke werken waren het Pianoconcert (1958), waar hij een grote klankverscheidenheid met een grote vrijheid van uitvoering combineert, de Cheap Imitations (1969), waarin hij bewust bekende gecanoniseerde werken overneemt met hier en daar een ander nootje en de Hymns and Variations (1979), voor het tweehonderdjarig jubileum van de Amerikaanse grondwet geschreven, waarin hij door met toevalsmanipulaties steeds andere noten weg te halen de indruk van steeds een heel nieuw stuk weet te wekken.
Een van zijn laatste werken Ten schreef hij speciaal voor het Nederlandse Ives Ensemble.
Christian Wolff was voor enige tijd leerling van John Cage.
Sonic Youth nam in 2000 vier van zijn composities op voor de cd Goodbye, 20th Century, een hommage aan moderne klassieke componisten uit de 20e eeuw; John Cage, Yoko Ono, Steve Reich en Christian Wolff.